# Aeroport de Girona - Costa Brava
L'Aeroport de Girona – Costa Brava (codi IATA: GRO, codi OACI: LEGE) és un aeroport gestionat per Aena que hi ha al poble de Salitja, dins el municipi de Vilobí d'Onyar, a uns deu quilòmetres al sud de la ciutat de Girona, i disposa de bones vies de comunicació amb Girona, la Costa Brava, Barcelona i els Pirineus.
Ryanair hi té la seva base principal de la franja mediterrània i la quarta d'Europa, per darrere de Stansted (Londres), Dublín i Hahn (Frankfurt). I és que a l'aeroport de Girona les úniques aerolínies que han funcionat han estat les de baix cost com ara Ryanair, ja que en els diversos intents de crear vols estatals a Madrid han fracassat totes les companyies que ho han intentat; Iberia LAE, Aviaco, Intermed i Air Catalunya. Aquesta última també realitzava vols a Mallorca i Menorca.
Avui dia, el trànsit aeri és majoritàriament controlat per Ryanair, que ofereix destinacions internacionals.

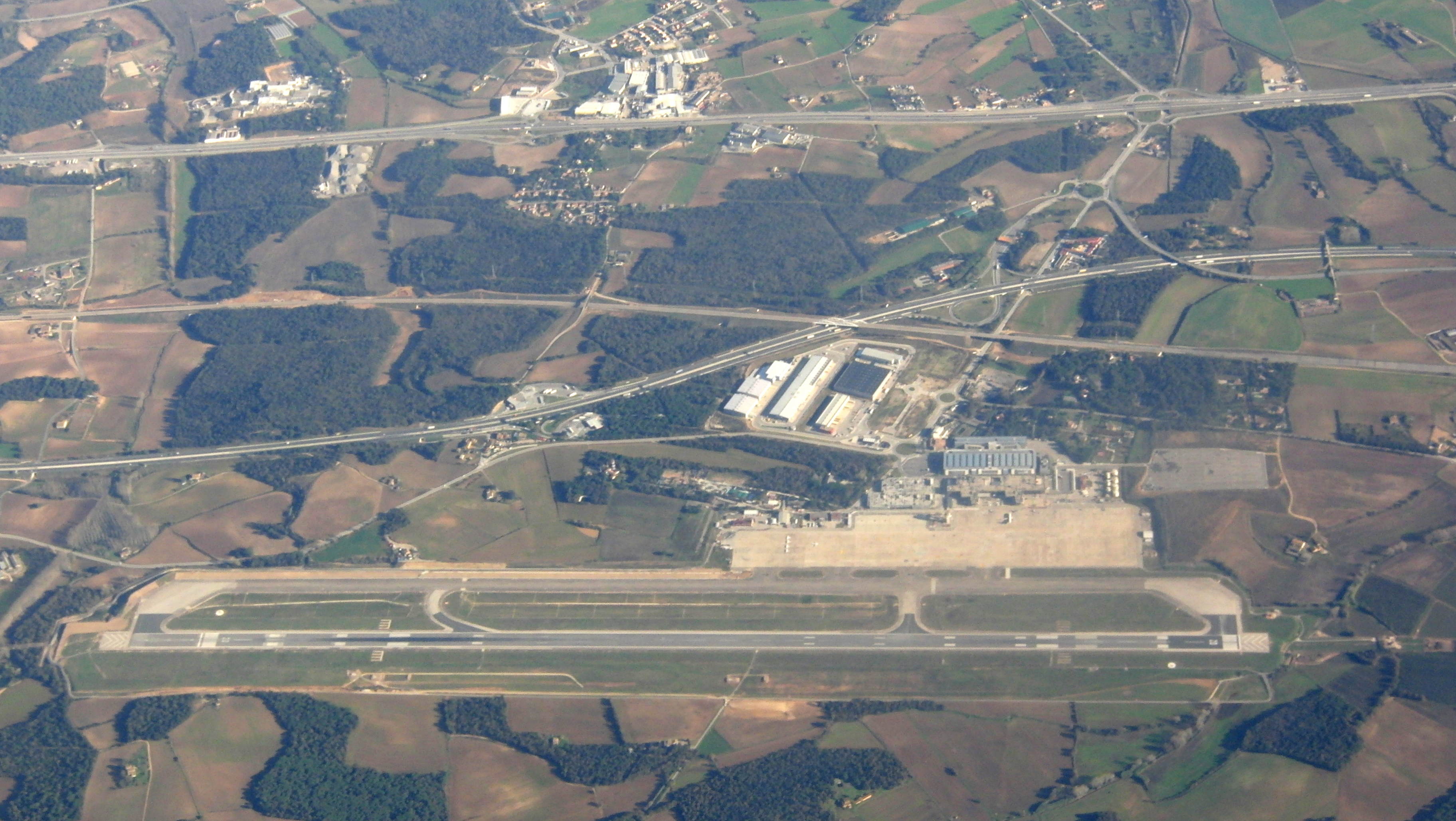
Imatge aèria de l'Aeroport de Girona – Costa Brava

## Història
El 1957 la Diputació de Girona inicià les gestions per establir un aeroport als terrenys situats als termes municipals d'Aiguaviva i Vilobí d'Onyar. El 1965 el nou aeroport comptava amb una pista de 2.200 per 45 metres i un estacionament per a nou aeronaus de tipus mitjà, i passà a anomenar-se aeroport de Girona-Costa Brava. Posteriorment s'hi van realitzar les obres de la central elèctrica, la torre de control, el centre d'emissors i l'edifici de la terminal de passatgers. El febrer de 1966 s'aprovà l'ampliació de la pista de vol en 200 metres i el 3 de març de l'any següent s'obre al trànsit aeri civil nacional i internacional de passatgers i mercaderies.
Fou inaugurat l'1 d'abril de 1967. Durant la dècada del 1970 l'aeroport va experimentar un apogeu en el trànsit de passatgers, sobretot a causa dels vols xàrter d'estiu. Això va fer que s'haguessin d'ampliar l'estacionament d'aeronaus i la pista de vol i construir un nou edifici terminal, tot i així era una infraestructura que estava per sota del seu potencial i que arribava a poc més de mig milió de passatgers fins al 2002. El 1991 va esdevenir la base operativa d'una escola de pilots. A partir de 2003, a causa de l'arribada de companyies de baix cost, com Ryanair — que el 2011 hi portà el 95 % dels vols—, l'aeroport gironí experimentà un creixement exponencial del nombre de passatgers que va permetre que superés els tres milions i mig de passatgers l'any 2006.
Atès aquest gran creixement, es va proposar la construcció d'una segona pista i enderrocar l'antiga terminal de passatgers per poder tenir més places d'estacionament d'aeronaus. Tot i això, en plena crisi econòmica i amb l'amenaça de Ryanair d'abandonar l'aeroport, el juny de 2011 el nombre de passatgers va caure un 42 % respecte al mateix mes de l'any anterior.

## Infraestructures
- 1 pista d'aterratge de 2.400 metres de longitud
- 50 plataformes per a aeronaus
- 1 terminal de passatgers
  - 33 taulells de facturació
  - 15 portes d'embarcament
  - 5 cintes de recollida d'equipatge
  - zona comercial
  - Taulells empreses de lloguer de cotxes
  - Taulells per a companyies aèries i touroperadors
- 1 terminal de càrrega
- 1 Punt d'Inspecció Fronterer (PIF)
- 3 mòduls d'aparcament (P1A, P1B i P2)
- 2 aparcaments alternatius als oficials a 50 m de la terminal
  - 3.600 places per a turismes
  - 35 places per a autobusos

## Aerolínies i destinacions
Per a l'estiu del 2024 s'ofereixen les destinacions següents:
| Ciutat            | Nom de l'aeroport                            | Codi de l'aeroport | Aerolínies                       | Aeronau                        | Freqüències setmanals |
| Alemanya          | Alemanya                                     | Alemanya           | Alemanya                         | Alemanya                       | Alemanya              |
| ----------------- | -------------------------------------------- | ------------------ | -------------------------------- | ------------------------------ | --------------------- |
| Karlsruhe         | Aeroport de Karlsruhe-Baden Baden            | FKB                | Ryanair                          | B737-800                       | 10                    |
| Düsseldorf        | Aeroport de Düsseldorf - Weeze               | NRN                | Ryanair                          | B737-800                       | 10                    |
| Hahn              | Aeroport de Frankfurt-Hahn                   | HHN                | Ryanair                          | B737-800                       | 7                     |
| Memmingen         | Aeroport de Memmingen                        | FMM                | Ryanair                          | B737-800                       | 7                     |
| Nuremberg         | Aeroport de Nuremberg                        | NUE                | Ryanair                          | B737-800                       | 4                     |
| Paderborn         | Aeroport de Pderborn                         | PAD                | Ryanair                          | B737-800                       | 2                     |
| Bèlgica           |                                              |                    |                                  |                                |                       |
| Brussel·les       | Aeroport de Brussel·les - Charleroi          | CRL                | Ryanair                          | B737-800                       | 17                    |
| Brussel·les       | Aeroport de Brussel·les - Zaventem           | BRU                | TUI fly Belgium / Ryanair        | B737-800 / B737-800            | 2 / 2                 |
| Croàcia           |                                              |                    |                                  |                                |                       |
| Zagreb            | Aeroport de Zagreb-Pleso                     | ZAG                | Ryanair/Croatia Airlines         | B737-300                       | 3                     |
| Dinamarca         |                                              |                    |                                  |                                |                       |
| Aalborg           | Aeroport d'Aalborg                           | AAL                | Ryanair                          | B737-300                       | 2                     |
| Finlàndia         |                                              |                    |                                  |                                |                       |
| Hèlsinki          | Aeroport de Hèlsinki-Vantaa                  | HEL                | Ryanair                          | B737-800                       | 2                     |
| França            |                                              |                    |                                  |                                |                       |
| París             | Aeroport de París-Beauvais                   | BVA                | Ryanair                          | B737-800                       | 8                     |
| Hongria           |                                              |                    |                                  |                                |                       |
| Budapest          | Aeroport de Budapest-Ferenc Liszt            | BUD                | Wizz Air                         | A320/21                        | 3                     |
| Irlanda           |                                              |                    |                                  |                                |                       |
| Cork              | Aeroport de Cork                             | ORK                | Ryanair                          | B737-800                       | 4                     |
| Dublín            | Aeroport de Dublín                           | DUB                | Ryanair                          | B737-800                       | 7                     |
| Knock             | Aeroport de Knock - Irlanda Oest             | NOC                | Ryanair                          | B737-800                       | 2                     |
| Shannon           | Aeroport de Shannon                          | SNN                | Ryanair                          | B737-800                       | 3                     |
| Itàlia            |                                              |                    |                                  |                                |                       |
| Bari              | Aeroport de Bari                             | BRI                | Ryanair                          | B737-800                       | 3                     |
| Pescara           | Aeroport de Pescara-Abruzzo                  | PSR                | Ryanair                          | B737-800                       | 4                     |
| Pisa              | Aeroport de Pisa                             | PSA                | Ryanair                          | B737-800                       | 11                    |
| Letònia           |                                              |                    |                                  |                                |                       |
| Riga              | Aeroport Internacional de Riga               | RIX                | Ryanair                          | B737-800                       | 2                     |
| Marroc            |                                              |                    |                                  |                                |                       |
| Beni Mellal       | Aeroport de Beni Mellal                      | BEM                | Ryanair                          | B737-800                       | 3                     |
| Marràqueix        | Aeroport de Marràqueix-Menara                | RAK                | Ryanair                          | B737-800                       | 3                     |
| Tànger            | Aeroport Internacional de Tànger-Ibn Battuta | TNG                | Air Arabia                       | A320                           | 2                     |
| Països Baixos     |                                              |                    |                                  |                                |                       |
| Amsterdam         | Aeroport d'Amsterdam - Schiphol              | AMS                | Transavia                        | B737-800                       | 10                    |
| Eindhoven         | Aeroport d'Eindhoven                         | EIN                | Ryanair                          | B737-800                       | 6                     |
| Maastricht        | Aeroport de Maastricht-Aquisgrà              | MST                | Ryanair                          | B737-800                       | 2                     |
| Rotterdam         | Aeroport de Rotterdam-La Haia                | RTM                | Transavia                        | B737-800                       | 9                     |
| Polònia           |                                              |                    |                                  |                                |                       |
| Breslau           | Aeroport de Breslau                          | KRO                | Ryanair                          | B737-800                       | 5                     |
| Cracòvia          | Aeroport de Cracòvia                         | KRK                | Ryanair                          | B737-800                       | 5                     |
| Gdansk            | Aeroport de gdansk                           | GDN                | Enter Air                        | -                              |                       |
| Katowice          | Aeroport de Katowice                         | KTW                | Enter Air                        | -                              |                       |
| Poznań            | Aeroport de Poznań-Ławica                    | POZ                | Ryanair/Enter Air                | B737-800                       | 5                     |
| Varsòvia          | Aeroport de varsòvia                         | WAW                | Enter Air                        | -                              |                       |
| Regne Unit        |                                              |                    |                                  |                                |                       |
| Belfast           | Aeroport Internacional de Belfast            | BFS                | Ryanair                          | B737-800                       | 4                     |
| Birmingham        | Aeroport de Birmingham                       | BHX                | Ryanair / Jet2.com / TUI Airways | B737-800 / B737-800            | 4 / 2 / 2             |
| Bournemouth       | Aeroport de Bournemouth                      | BOH                | Ryanair                          | B737-800                       | 8                     |
| Bristol           | Aeroport de Bristol Filton                   | BRS                | Ryanair / Jet2.com               | B737-800                       | 6 / 1                 |
| Glasgow           | Aeroport Internacional de Glasgow            | GLA                | Jet2.com                         | B737-800                       | 1                     |
| Leeds             | Aeroport de Leeds Bradford                   | LBA                | Ryanair / Jet2.com               | B737-800 / B737-800            | 5 / 2                 |
| Londres           | Aeroport de Londres-Gatwick                  |                    | TUI Airways                      | B737-800                       | 2                     |
| Londres           | Aeroport de Londres-Stansted                 | STN                | Ryanair / Jet2.com               | B737-800 / B737-800            | 15 / 2                |
| Manchester        | Aeroport de Manchester                       | MAN                | Ryanair / Jet2.com / TUI Airways | B737-800 / B737-800 / B737-800 | 5 / 3 / 2             |
| Midlands de l'Est | Aeroport de Midlands de l'Est                | EMA                | Ryanair / Jet2.com               | B737-800                       | 4 / 1                 |
| Newcastle         | Aeroport de Newcastle                        |                    | Jet2.com                         | B737-800                       | 1                     |
| República Txeca   |                                              |                    |                                  |                                |                       |
| Pardubice         | Aeroport de Pardubice                        | PED                | Ryanair                          | B737-800                       | 2                     |
| Praga             | Aeroport de Praga                            | PRG                | Smartwings Hungary               | -                              |                       |

## Estadístiques

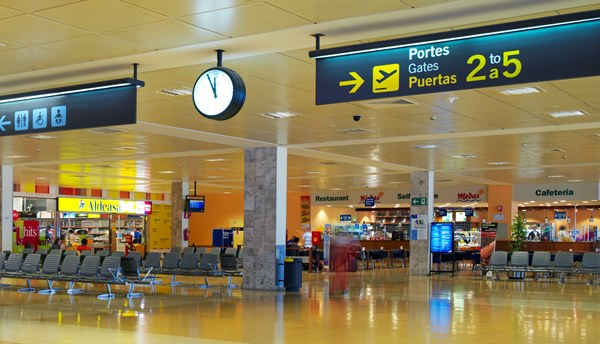
Terminal de l'Aeroport

| Any  | Nombre de passatgers | Percentatge |
| ---- | -------------------- | ----------- |
| 1997 | 533.445              | 11,0%       |
| 1998 | 610.607              | 14,5%       |
| 1999 | 631.235              | 3,4%        |
| 2000 | 651.402              | 3,2%        |
| 2001 | 622.410              | 4,5%        |
| 2002 | 557.187              | 10,5%       |
| 2003 | 1.448.796            | 160,0%      |
| 2004 | 2.962.988            | 104,5%      |
| 2005 | 3.533.564            | 19,3%       |
| 2006 | 3.614.223            | 2,3%        |
| 2007 | 4.848.619            | 34,2        |
| 2008 | 5.507.294            | 13,7%       |
| 2009 | 5.286.975            | 4,1%        |
| 2010 | 4.863.954            | 8,0%        |
| 2011 | 3.007.649            | 38,2%       |
| 2012 | 2.844.571            | 5,4%        |
| 2013 | 2.736.867            | 3,8%        |
| 2014 | 2.160.646            | 21,1%       |
| 2015 | 1.775.318            | 17,8%       |
| 2016 | 1.664.763            | 6,2%        |
| 2017 | 1.946.816            | 16,9%       |
| 2018 | 2.019.876            | 3,8%        |
| 2019 | 1.932.255            | 4,3%        |
| 2020 | 172.213              | 91,1%       |
| 2021 | 312.897              | 81,7%       |
| 2022 | 1.313.945            | 319,9%      |
| 2023 | 1.580.410            | 20,3%       |